# عرتز
عرتز أو عرطز هي إحدى القرى اللبنانية من قرى قضاء البترون في محافظة الشمال.